# ليلى بنت الفقراء (فلم)
ليلى بنت الفقراء فيلم سينمائي غنائي رومانسي مصري، من إنتاج عام 1945، وبطولة ليلى مراد وأنور وجدي وبشارة واكيم وإخراج وإنتاج أنور وجدي.
 وكان من المفترض أن يقوم المخرج كمال سليم بإخرج الفيلم ولكنه توفى أثناء التحضير للفيلم فقام أنور وجدي بإخراجه بدلا منه. وهو أول فيلم يقوم بإخراجه وإنتاجه أنور وجدي، وبداية سلسلة من الأفلام قام بها الثنائي أنور وليلى والتي انتهت في عام 1953 بفيلم بنت الأكابر.

## قصة الفيلم
ليلى (ليلى مراد) فتاة فقيرة تعيش في حي السيدة زينب، تزورها سميرة هانم (زوزو حمدي الحكيم) زميلتها السابقة في المدرسة وتدعوها لحضور حفلة في بيتها بمناسبة عيد ميلادها، تحاول ليلى الاعتذار فتصر سميرة فتضطر ليلى أن تقبل بعد أن طمئنتها صديقتها عايدة (زوزو نبيل) بأنها ستأيها بفستان مناسب لترتديه في الحفلة.

يذهب وحيد (أنور وجدي) ابن خالة سميرة لحفل عيد ميلادها، تحاول سميرة أن تجذب انتباه ولكنه يتجاهلها فتقرر أن تنتقم منه، عندما توصل ليلى تقدمها سمير للحفل على أنها بنت درويش باشا وأنها تعيش في حي الزمالك. يتعرف وحيد على ليلى ويعجب بها ويصر على توصيلها لمنزلها بزمالك، وعندما يصلوا لمنزل درويش باشا يطلب وحيد من ليلى رقم تليفون منزلها فتعطيه رقم تليفون دكان عمها. يصر وحيد الا يتركها إلا عندما تدخل ليلى المنزل فتضطر أن تدخل المنزل عن طريق نافذة مفتوحة.

بداخل المنزل يصحو درويش باشا (بشارة واكيم) ويعتقد أنها تحاول سرقة منزله، فتحكي له قصتها وكيف وصلت لمنزله وتعترف له أنها تحب وحيد ولكنها لا ترى مستقبل لهما لأنها فقيرة وهو غني، فيطمئنها درويش باشا ويعرض عليها أن يوصلها لمنزلها.

في اليوم التالي ذهب وحيد لوالده مختار باشا (سليمان نجيب) وأوضح له رغبته في الزواج من ليلى، فوافق والده على أساس أنها بنت رجل غني، اتصل وحيد بليلى ليخبرها أنه سيقابل درويش باشا ليطلب يد ليلى للزواج، تحاول ليلى منعه لكنه يغلق الخط، تقرر ليلى أن تسبقه لبيت درويش باشا لتعترف لوحيد بأنها ليست بنت باشا وأنها بنت رجل فقير ولكنه يسبقها ويقابل درويش باشا فيحدث سوء تفاهم فيظن وحيد أن درويش باشا وافق على الزواج ويغادر وتصل ليلى بعده بدقائق فتعرف ما حدث من درويش باشا وبدون علمها يضع درويش باشا مبلغ مالي في حقيبتها، ترجع ليلى لبيتها وتحكي لأهلها ما حدث وتكتشف المبلغ المالي فيقرر أبوها أن يذهب لدرويش باشا ليرجع له المال ويشكره. 

يذهب درويش أفندي والد ليلى لبيت درويش باشا ويعلم أن درويش باشا ليس بالمنزل بينتظره في نفس الوقت الذي يدخل مختار باشا ويحدث سوء تفاهم ويظن مختار باشا أن درويش أفندي هو درويش باشا فيطلب منه يد أبنته فيوافق درويش أفندي على الفور ويرجع لليلى ليخبرها، في نفس الوقت تقابل سميرة مختار باشا وتخبره بحقيقة ليلى. يقابل مختار باشا درويش باشا الحقيقي ولكنه يظن انه نصاب فيهينه ويخروج درويش باشا غاضبا ويقابل وحيد ويقول له أن ليلى ليست أبنته، يحاول وحيد أن يعرف من هو أبو ليلى الحقيقي فيستعلم عن رقم التليفون الذي اعطته له ليلى ليكتشف أنه رقم بقال في السيدة زينب. يذهب وحيد لبيت ليلى ويتهمها بأنها حاولت النصب عليه لتتزوجه طمعاً في ثروته، تحاول ليلى أن تشرح له الحقيقة لكنه يرفض سماعها ويتركها منهارة، يرجع وحيد لمنزله فيتشاجر مع والده بسبب تصميم والده أن يزوجه من سميرة.

يقابل وحيد درويش باشا فحكي له ما حدث مع ليلى واعترف له أنه رغم من غضبه منها إلا أنه مازال يحبها، فشرح له درويش باشا أن ليلى لم تكن تقصد أن تخدعه، ونصحه أن بحاول أن يصالح ليلى بعد أن جرحها. يذهب وحيد لمنزل ليلى ويعتذر لها فتسامحه ويذهبون لدرويش باشا ليتوسط لهم ويقنع مختار باشا بزواجهم فيوافق، يذهب درويش باشا لمختار باشا ويخبره أنه قرر أن بكتب كل ثروته باسم ليلى ولكنه لا يريد أحد أن يعرف فيوافق مختار باشا على زواجها من ابنه وأن يكتم السر، ولكن سميرة تسمع الحديث الذي دار بينهم وفي يوم زفاف وحيد وليلى تعلن سميرة أن سبب موافقة العريس ووالده على هذة الزيجة هو ثروة مختار باشا التي سيتركها لليلى فتغضب ليلى وترفض الزواج من وحيد، تخرج ليلى من الحفل منهارة، ما كان من وحيد إلا أن يقنع والده بتمسكه بليلى حيث ينتقل جميع المدعوين إلى حى السيدة زينب حيث يتم الزفاف هناك.

## فريق العمل
- ليلى مراد في دور ليلى
- أنور وجدي في دور وحيد
- سليمان نجيب في دور مختار باشا
- بشارة واكيم في دور درويش باشا
- ماري منيب في دور أم ليلى
- مختار عثمان في دور درويش أفندي
- زوزو حمدي الحكيم في دور سميرة
- زوزو نبيل في دور عايدة
- ثريا فخري
- شفيق نور الدين
- حسن كامل
- زكي إبراهيم
- عادل ادهم

## أغاني الفيلم
تظهر عناوين الفيلم أن مؤلفي الأغاني هم أحمد رامي، وبيرم التونسي، وحسين السيد، ومأمون الشناوي، وملحنوها هم زكريا أحمد، ورياض السنباطي، ومحمد القصبجي، وعبد الحميد عبد الرحمن، ومحمد البكار، بدون تحديد دقيق لصاحب كل أغنية. لكن دليلاً خاصاً بالفيلم، ظهر في برنامج «أفيش يعيش» على قناة «ماسبيرو زمان» يوضح بعضهم.
| الأغنية                | كلمات         | ألحان                 | غناء                 |
| ---------------------- | ------------- | --------------------- | -------------------- |
| المولد                 | بيرم التونسي  | زكريا أحمد            | زكريا أحمد ليلى مراد |
| اللي فقلبه حاجه يسألني | حسين السيد    | رياض السنباطي         | ليلى مراد            |
| ليلة جميلة             | حسين السيد    | رياض السنباطي         | ليلى مراد            |
| حتقولي إيه             | حسين السيد    | رياض السنباطي         | ليلى مراد            |
| زغروطة وسمعتها         |               |                       | ليلى مراد            |
| يا جميله يا زينة حتتنا |               | محمد البكار           | محمد البكار          |
| يا حارمني حنانك        | مأمون الشناوي | رياض السنباطي         | ليلى مراد            |
| مش ممكن أقدر اخاصمك    |               | محمد القصبجي          | ليلى مراد            |
| إحنا الاتنين           | حسين السيد    | رياض السنباطي         | ليلى مراد            |
| عاش الملك              | أحمد رامي     | عبد الحميد عبد الرحمن |                      |

## زواج أنور وجدي وليلى مراد

مشهد الزفاف

يعد ليلى بنت الفقراء واحد من أهم النقلات والمحطات المهمة في حياة أنور وجدي وليلى مراد ليس فقط لأنه بداية سلسلة أفلام قدمها واحد من أشهر وأنجح الثنائيات في تاريخ السينما المصرية ولكن أيضاً أن أنور خلال تصوير الفيلم قد وقع في غرام ليلى مراد وبادلته هي نفس المشاعر وطلبها للزواج فوافقت وتم زواجهما بالفعل أثناء تصوير الفيلم وتحديدا أعلن أنور وجدى نبأ الزواج بعد مشهد زفة للعروسين في نهاية الفيلم، علم جمهور السينما بهذا الزواج فقد ساهم في نجاح الفيلم لأن الجمهور كان يشعر أن ما يراه أمامه على الشاشة من حب وغرام بين بطلي الفيلم أنور وجدي وليلى مراد هو حقيقي وليس تمثيل، واستمر زواجهما حوالي سبع سنوات حتى انفصلا فنيا وواقعيا في الأعوام الأخيرة لحياة الفنان أنور وجدي.

## روابط خارجية
- ليلى بنت الفقراء على موقع IMDb (الإنجليزية)
- ليلى بنت الفقراء على موقع الدهليز
- ليلى بنت الفقراء على موقع قاعدة بيانات الأفلام العربية
- ليلى بنت الفقراء على موقع قاعدة بيانات الفيلم (الإنجليزية)
- ليلى بنت الفقراء على موقع ليتربوكسد (الإنجليزية)